# Сосковец, Георгий
Георгий Сосковец (бел. Георгій Саскавец; 18 мая 1967) — советский и белорусский борец греко-римского стиля, призёр чемпионата Европы.

## Спортивная карьера
В июле 1985 года на чемпионате Европы среди юниоров в итальянской Болонье стал победителем. В конце 1980-х – начале 1990-х годов считался талантливым молодым борцом Белоруссии. В мае 1993 года вошёл в число 9 борцов Белоруссии на 40-й чемпионат Европы в Стамбуле. На турнире сначала одолел португальца Гаспару Фернанду и француза Бастиена его ожидал тяжелый поединок с венгром Енё Боди, которому он проиграл со счётом 12:0. В утешительном раунде победил болгарина Станислава Григорова 8:0, что позволило сражаться за бронзовую медаль, в схватке против турка Мехмета Акифа Пирима, несмотря на то, что вёл в счёте 2:0, затем 4:2, но в итоге проиграл 4:5. Однако на допинг-контроле Пирим Акиф был уличен в применении допинга и лишился бронзовой медали, а Сосковец стал бронзовым призёром. В конце февраля 1994 года на чемпионате Беларуси в Минске ещё на предварительном этапе уступил Игорю Петренко, который стал чемпионом.

## Спортивные результаты
- Чемпионат Европы по борьбе среди юниоров 1985 — ;
- Чемпионат Европы по борьбе 1993 — ;